# Vincent Mason
Vincent Mason (művésznevén Maseo) (New York, Brooklyn, 1970. március 24. –) amerikai rapper, producer, lemezlovas, a De La Soul hiphoptrió tagja.
Mason két iskolatársával, Kelvin Mercerrel és David Jude Jolicoeurrel alapított rapegyüttest. Ekkor vette fel a Maseo művésznevet.
Mason egyben a Spitkicker tagja is.

## Fordítás
- Ez a szócikk részben vagy egészben a Vincent Mason című angol Wikipédia-szócikk ezen változatának fordításán alapul.  Az eredeti cikk szerkesztőit annak laptörténete sorolja fel. Ez a jelzés csupán a megfogalmazás eredetét és a szerzői jogokat jelzi, nem szolgál a cikkben szereplő információk forrásmegjelöléseként.